# Джефф Данна
Джефф Данна (англ. Jeff Danna) — канадський кінокомпозитор, котрий спеціалізується на музиці до фільмів жахів та трилерів. Автор музики до фільмів Імаджинаріум доктора Парнаса та Сайлент Гілл. Брат композитора Майкла Данна, з яким плідно співпрацює.

## Фільмографія
Обрана
- 2019 — Родина Адамсів
- 2016 — Лелеки
- 2009 — Імаджинаріум доктора Парнаса
- 2009 — Святі з нетрів 2: День всіх святих
- 2008 — Небезпечно жити на Лейкв'ю
- 2007 — Перелом
- 2006 — Сайлент Гілл
- 2005 — Країна припливів
- 2005 — Повернення містера Ріплі (англ. Ripley Under Ground)
- 2004 — Оселя зла: Апокаліпсис
- 2003 — Проект «Єльцин» (англ. Spinning Boris)
- 2002 — Історія Меттью Шепарда (англ. The Matthew Shepard Story)
- 1999 — Святі з нетрів